# Leva poševnica
Léva pošévnica (pogovorno tudi pošévnica nazaj) ( \ ) je poseben pisni znak. Ime pove, da je črta, ki je pri poševnici nagnjena v desno, pri tem znaku nagnjena v levo.
Leva poševnica se uporablja zlasti v računalništvu v programskih jezikih, kjer na koncu določene vrstice označi, da napis v naslednji vrstici dejansko sodi v nadaljevanje prve vrstice ali pa služi kot ubežni znak npr.: \n pomeni prehod v novo vrstico pri izpisu.
Leva poševnica se uporablja tudi v matematiki pri zapisovanju razlike množic; na primer {\displaystyle A\setminus B} pomeni A brez B.